# Dick Clement
Dick Clement est un scénariste et réalisateur anglais né le 5 septembre 1937.

## Filmographie sélective

### Comme scénariste
- 1969 : L'Extraordinaire évasion (Hannibal Brooks)
- 1979 : Porridge
- 1983 : Jamais plus jamais (Never Say Never Again)
- 1985 : Ouragan sur l'eau plate (Water)
- 1988 : Vice Versa
- 1991 : Les Commitments (The Commitments)
- 1997 : Excess Baggage
- 1998 : Still Crazy : De retour pour mettre le feu (Still Crazy)
- 2005 : The Rotters' Club (TV)
- 2005 : Archangel (TV)
- 2005 : Goal! : Naissance d'un prodige (Goal!)
- 2006 : Souris City (Flushed Away)
- 2007 : Across the Universe
- 2008 : Braquage à l'anglaise (The Bank Job)

### Comme réalisateur
- 1968 : Otley
- 1970 : A Severed Head
- 1971 : Les Doigts croisés (To Catch a Spy)
- 1979 : To Russia... With Elton
- 1979 : Porridge
- 1982 : Anyone for Denis? (TV)
- 1983 : Bullshot
- 1985 : Ouragan sur l'eau plate (Water)